# Psapharochrus nigricans
Psapharochrus nigricans är en skalbaggsart som först beskrevs av Auguste Lameere 1884. Psapharochrus nigricans ingår i släktet Psapharochrus och familjen långhorningar.
Artens utbredningsområde är:
- Guatemala.
- Panama.
- Uruguay.
- Venezuela.

Inga underarter finns listade i Catalogue of Life.